# الرياضة في إندونيسيا

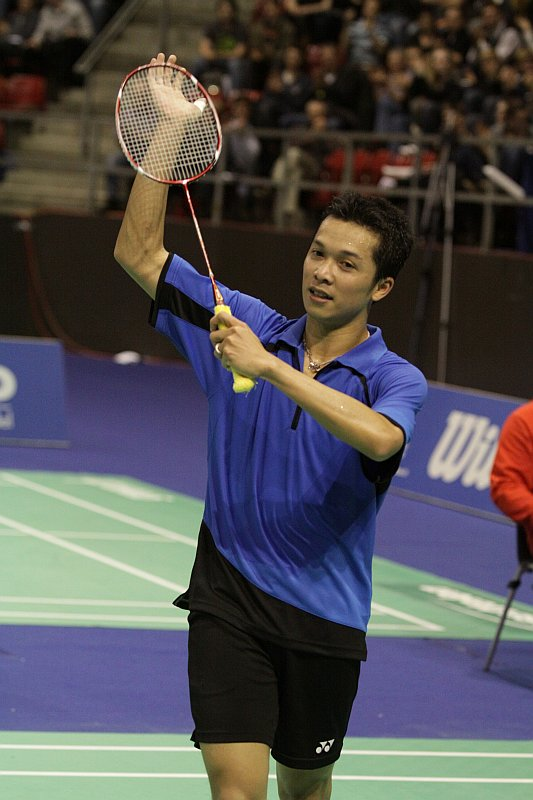
توفيق هدايات الفائز باالميدالية الذهبية في الأولمبياد الصيفية في 2014 في تنس الريشة.

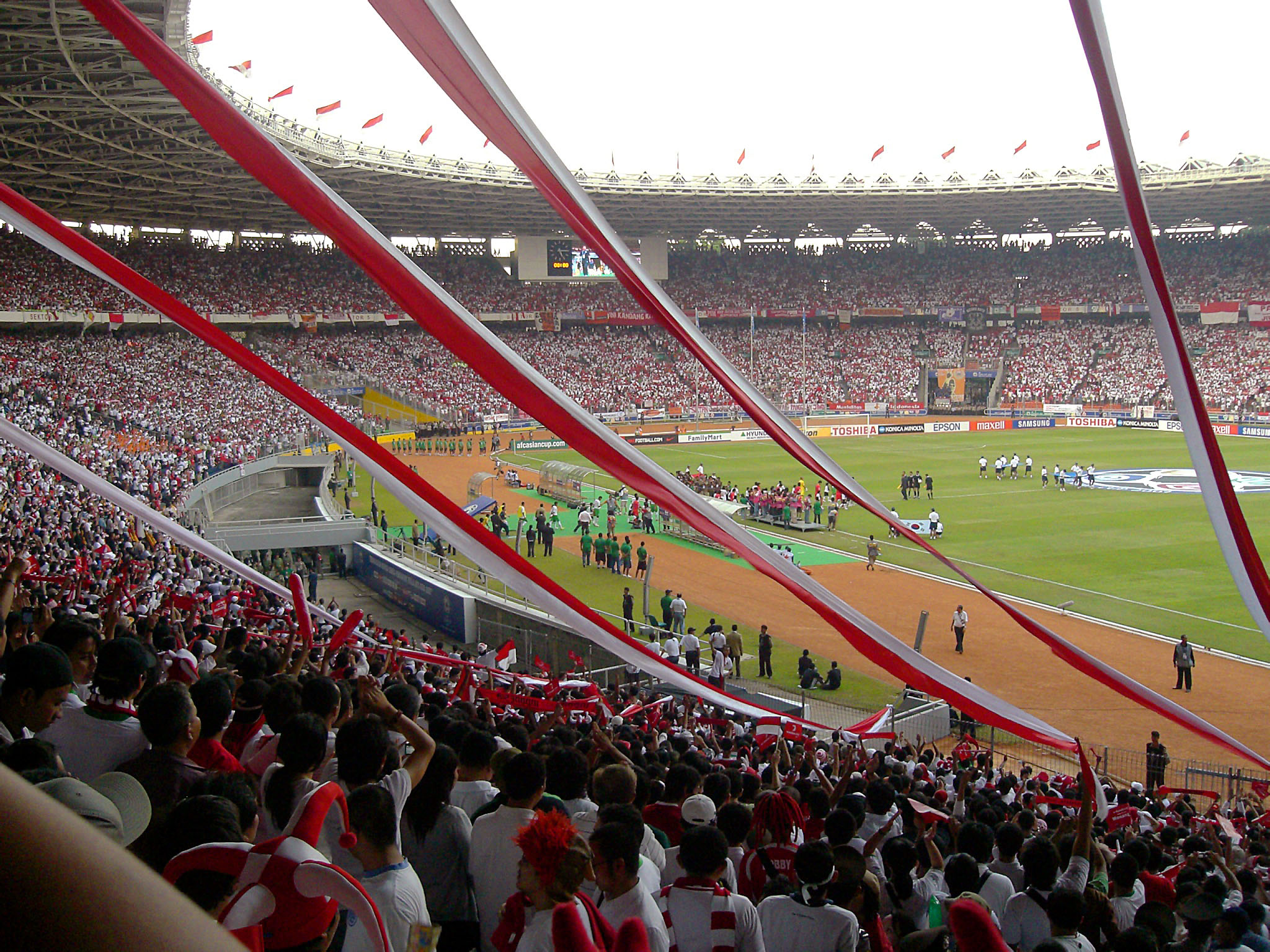
كرة القدم إحدى الرياضات الشعبية في إندونيسيا

الرياضة في إندونيسيا تعتبر تنس الريشة و كرة القدم هي الرياضات الشعبية الأولى في إندونيسيا، وتعتبر أيضاً رياضة الفنون القتالية بنشاك سيلات من الرياضات الشعبية عند الإندونيسيين الأصليين، تنس الريشة أو البادمنتون هي الرياضة الشعبية الأولى في إندونيسيا وتعتبر إندونيسيا من أقوى الدول في هذه الرياضة حيث أنتجت أفضل الرياضيين في هذه الرياضة، ومع ذلك فإندونيسيا ليست من الدول الناجحة في الأولمبياد الصيفية فهي لا تحرز عدد ميداليات كبير مقارنةً مع بقية دول العالم، هناك رياضات أخرى لها شعبية في إندونيسيا مثل البولو و رفع الأثقال و البليارد و كرة القدم الأسترالية و الرغبي و كرة المضرب و الغولف و كرة السلة و كرة الطائرة و تنس الطاوله و ركوب الدراجات و الملاكمة.
تحظى الرياضة في إندونيسيا بشعبية بالنسبة للرياضيين والمشاهدين على حد سواء. هناك الكثير من الرياضات الشعبية في إندونيسيا مثل كرة الريشة وكرة القدم والكرة الطائرة وكرة السلة واللعبة الإندونيسيّة الأصليّة بنجاك سيلات. تُعد كرة الريشة الرياضة الأكثر نجاحًا في إندونيسيا. أحرزت إندونيسيا الميداليات الذهبية في كرة الريشة في كل الألعاب الأولمبية منذ أن بدأت الرياضة لأول مرة في الألعاب الأولمبية عام 1992 باستثناء الألعاب الأولمبية الصيفية في عام 2012. تشارك إندونيسيا بانتظام في بطولات كرة الريشة مثل كأس توماس وكأس يوبر وكأس سودرمان. تشارك إندونيسيا بانتظام في الرياضات متعددة الفعاليات الإقليمية، مثل ألعاب جنوب شرق آسيا والألعاب الآسيوية والألعاب الأولمبية. تعد إندونيسيا واحدة من القوى الرياضية الكبرى في منطقة جنوب شرق آسيا كونها فازت بألعاب جنوب شرق آسيا 10 مرات منذ عام 1977.
تنظم اللجنة الرياضية الإندونيسية الوطنية (بالإندونيسية: Komite Olahraga Nasional Indonesia أو كوني) الأحداث الرياضية في إندونيسيا. حددت المنظمة –إلى جانب الحكومة الإندونيسية– اليوم الوطني للرياضة في 9 سبتمبر. تستضيف إندونيسيا حدثًا متعدد الرياضات اسمه الأسبوع الرياضي كل أربع سنوات. يشارك الرياضيون من جميع مقاطعات إندونيسيا في هذا الحدث مع توزيع الاستضافة بين المقاطعات الإندونيسية.

## تاريخيًا

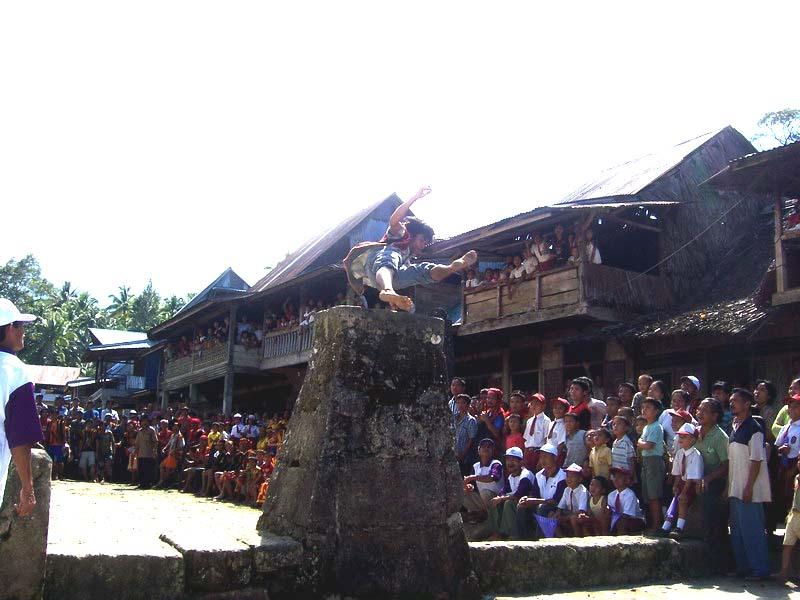
رياضة، نياس، إندونيسيا

لا يوجد مفهوم فعلي لممارسة الرياضة البدنية في الثقافة الإندونيسية التقليدية بشكل مشابه للرياضة الحديثة. ربط الإندونيسيون الأصليون الأنشطة البدنية عادة بالممارسات القبلية؛ إذ مورست بشكل أساسي في الطقوس والفن واللياقة البدنية ولأغراض عسكرية أيضًا. تعتبر رقصات الحرب والقتال بين الطوائف الإندونيسية أول مثال على ممارسة الرياضة البدنية في طقوس إندونيسيا. تشبه بعض الطقوس الإندونيسية الأصلية الرياضة، مثل تقليد القفز فوق الصخور بين شباب نياس الذكور إذ يُعد جزءًا من طقوس بلوغ سن الرشد، ويشبه سباق الحواجز والقفز الطويل في ألعاب القوى. أيضًا سباقات الثيران عند المادورين والباكو جاوي عند المينانغكابويون الذي يشبه سباق العربات. تعد قوارب التنين وزوارق الكاياك وسباق قوارب الكاياك أنشطة يومية تقريبًا بين الإندونيسيين الذين يعيشون على ضفاف الأنهار الرئيسية أو في الجزر البعيدة.
تعود صور النبالة التي عُثر عليها إلى القرن التاسع، ووُصفت على أنها كانت أنشطة تعود للبلاط الأميري بين النبلاء في جاوة القديمة، على نقوش بارزة من الكاندي الجاوية. تعتبر لعبة النبالة واحدة من الرياضات الكلاسيكية في إندونيسيا، جاء أحد عروضها الشهيرة من معبد برامبانان بصفته جزءًا من قصة رامايانا وأصبح لاحقًا واحدًا من أيقونات دورة الألعاب الآسيوية التي نظمتها جاكرتا عام 1962، وأيضًا رمزًا لملعب غيلورا بونغ كارنو ومثالًا للفنون القتالية الإندونيسية الأصلية التي تحولت إلى رياضة قتالية تنافسية.
بنجاك سيلات هي مثال على الفن العرفي الإندونيسي الأصلي الذي تحول إلى رياضة قتالية تنافسية. أظهرت العديد من الرقصات الإندونيسية حركات متكررة تشبه ممارسة الرياضات البدنية. اعتُمدت الرقصات الاجتماعية التقليدية الإندونيسية مثل رقصة البوكو-بوكو من شمال سولاوسي وساجوجو من بابوا مثل الجمباز واللياقة البدنية (الجمبازيات الموسيقية) شعبية اليوم في جميع أنحاء إندونيسيا.
قُدم المفهوم الحديث للرياضة خلال الفترة الاستعمارية في الهند الشرقية الهولندية. وصلت كرة القدم وكرة الريشة إلى إندونيسيا خلال تلك الأوقات وأصبحت رياضة شعبية بين الشعب الإندونيسي منذ ذلك الحين. بعد الاستقلال الإندونيسي، أُنشئت اللجنة الوطنية للرياضة في إندونيسيا في عام 1946 من أجل توحيد م مختلف الروابط الرياضية الساتلية التي أنشئت داخل تلك التجمعات، ثم أُنشئت منشآت رياضية أخرى في إندونيسيا مثل استاد إيكادا (1951-1962). خلال عهد سوكارنو، كانت هناك رغبة في استخدام الرياضة وسيلة من أجل توحيد الشعب الإندونيسي وإثبات الانتماء الوطني وتشجيع الرياضة في البلاد. نتيجة لذلك، بُني ملعب غيلورا بونغ كارنو في عام 1962 من أجل استضافة الألعاب الآسيوية الرابعة التي عقدت في جاكرتا. تنجح إندونيسيا اليوم في المسارح الدولية في كرة الريشة بالإضافة إلى أنها تعد واحدة من القوى الرياضية الكبرى متعددة الفعاليات في جنوب شرق آسيا.